# Moland (Minnesota)
Moland ist eine Siedlung auf gemeindefreiem Gebiet („Unincorporated Community“) im Steele und im Rice County im US-amerikanischen Bundesstaat Minnesota.

## Geografie
Moland liegt im Süden Minnesotas, 109 km südlich von Minneapolis. Die geografischen Koordinaten von Moland sind 44°11′48″ nördlicher Breite und 93°03′42″ westlicher Länge. Der Ort liegt überwiegend in der Merton Township im Steele County, erstreckt sich aber auch bis in die Richland Township im Rice County.
Benachbarte Orte von Moland sind Kenyon (13,4 km nordöstlich), West Concord (19 km ostsüdöstlich), Owatonna (24,9 km südwestlich), Medford (17,9 km westlich) und Faribault (27,1 km nordwestlich).

## Verkehr
Die Hauptstraße von Moland ist die 270th Street, eine untergeordnete Landstraße, die zugleich die Grenze zwischen den Steele County und dem Rice County bildet.
Der nächstgelegene größere Flughafen ist der Minneapolis-Saint Paul International Airport (103 km nördlich).